# 赫利博達里夫卡 (恰普林卡區)
46°24′1″N 33°52′13″E / 46.40028°N 33.87028°E
赫利博達里夫卡（烏克蘭語：Хлібодарівка）是位於烏克蘭南部的村莊，由赫爾松州，由卡霍夫卡區的新阿斯卡尼亞市鎮負責管轄。該村始建於1970年，面積60平方公里，海拔高度30米，2001年人口1,085，人口密度每平方公里18.1人。